# Кировская ТЭЦ-5
Кировская ТЭЦ-5 — тепловая электростанция в составе Волжской ТГК. Крупнейшая в Кировской области, вторая по мощности в ТГК-5 после Чебоксарской ТЭЦ-2. Расположена в Ленинском районе города Кирова.
Электрическая мощность — 450 МВт, тепловая — 1090 Гкал/ч.
Персонал — 497 человек.
ТЭЦ-5 связана с энергосистемой 4 воздушными линиям электропередач:
- ВЛ 110 кВ 1 Блок ТЭЦ-5 — ПС «Киров». Предназначена для выдачи мощности первого энергоблока.
- ВЛ 220 кВ 2 Блок ТЭЦ-5 — ПС «Киров». Предназначена для выдачи мощности второго энергоблока.
- ВЛ 220 кВ 3 Блок ТЭЦ-5 — ПС «Киров». Предназначена для выдачи мощности третьего энергоблока.
- Отпайка от первой цепи ВЛ 110 кВ ПС «Вятка» — ПС «Киров». Предназначена для резервного электроснабжения собственных нужд ТЭЦ-5.

## История[1]
Решение о строительстве Кировской ТЭЦ-5 было принято в 1970-х годах, когда стало ясно что существующая генерирующая теплоэнергоструктура исчерпала свои возможности для покрытия потребностей растущего города. 11 декабря 1972 года Главуралэнерго утвердило «Схему снабжения г. Кирова на 1980 год», выявившую дефицит тепловой мощности в Кирове, на основании чего удалось добиться включения в ранее принятое постановление ЦК КПСС и Совмина СССР от 11 ноября 1972 года № 741 «О мерах помощи Кировской области в укреплении экономики сельского хозяйства" пункта 
обеспечить в 1973 — 1975 годах разработку проекта тепловой электростанции в Кировской области, имея в виду осуществить строительство её в 1976 — 1980 годах при долевом участии заинтересованных министерств и ведомств.
22 января 1975 года Минэнерго СССР утвердило место строительства — территорию южнее деревни Ломовской в черте Кирова. 19 октября 1977 года приказом министра энергетики и электрификации СССР утверждён технический проект будущей ТЭЦ. Строительство было поручено двум генеральным подрядчикам: тресту «Северовостокэнергострой» Главцентрэнергостроя Минэнерго СССР и тресту «Гортранестрой» Минтрансстроя СССР. К станции была проложена ветка железнодорожных путей от станции Чухломинский Горьковской железной дороги. В 1981 году Кировская ТЭЦ-5 была введена в эксплуатацию. В 1988 году в строй введены два турбогенератора ТГВ-200-2МУЗ, достигнута расчётная мощность 450 Мегаватт. В 1990 году станция подготовлена к работе на природном газе.
В 1992 году ТЭЦ-5 вошла в состав образующегося акционерного общества «Кировэнерго». В мае 2005 года в ходе реорганизации Кировэнерго ТЭЦ-5 перешла в состав Вятской электротепловой компании. В июне 2005 года одобрен договор аренды имущества ВТК с Территориальной генерирующей компанией № 5, созданной в результате реорганизации РАО ЕЭС. 31 марта 2006 года Вятская энерготепловая компания вошла в состав ТГК-5.